# Партизанская (Псковская область)
Партиза́нская — деревня в Гдовском районе Псковской области России. Входит в состав Полновской волости Гдовского района.
Расположена на берегу реки Дубенка (приток Желчи), в 3 км к северо-западу от волостного центра Ямм.

## Население
| 2001 | 2002 | 2010 | 2020 |
| ---- | ---- | ---- | ---- |
| 584  | ↘540 | ↘386 | ↗387 |

## История
Первые поселения в данном месте относятся ко второй половине XII — середине XIII века (период между провозглашением в 1136 году Новгородской феодальной республики и Ледовым побоищем 1242 года), о чём свидетельствуют раскопки курганов. Современная археология относит эти памятники к древнерусской культуре длинных курганов летописных кривичей.
В переписе Псковской земли 1585—1587 гг. за Данилом Дмитриевичем Воронцовым числилось «сельцо Дубницы на реке Дубенке …».
По данным 1856 года селение Каменка (6 дворов, 19 душ) с близлежащими селениями Заклинье (3 двора, 10 душ) и Ямок (13 дворов, 43 души) принадлежали действительному статскому советнику Тулубьеву — предположительно Афанасию Никитичу Тулубьеву (1771—1857).
На трёхверстовой военно-топографической карте Санкт-Петербургской губернии, изданной в 1863 году, на этом месте значится деревня Каменка. Северо-восточнее деревни располагалась мыза Дубница (находилась на территории нынешней деревни).
В конце XIX — начале XX вв. имение «Дубница» принадлежало барону Этьену Артуровичу Жирард-де-Сукантону. Хозяйство вел управляющий. Всей земли в имении было 3498 десятин 1120 квадратных саженей. В имении был свой винокуренный завод, мельница на реке Дубенке, маслобойня, велась переработка собственной продукции. В 1899 году начал работать конный завод по разведению англо-арабской породы лошадей. В хозяйстве было 100 голов крупного рогатого скота, из них 65 ангельнских. В полеводство применялась десятипольная система севооборота:
1. пар
2. рожь
3. клевер и тимофеевка
4. клевер и тимофеевка
5. картофель
6. овес
7. пар
8. рожь
9. картофель
10. ячмень

До революции была причислена к приходу полновской Николаевской церкви. Рядом с деревней была часовня того же прихода (ныне утрачена).
В 1910 г. Константин Дмитриевич Трофимов исследовал «на свой счёт» курганные группы у мызы Дубница Полновской волости.
На карте 1928 года деревня носит ещё имя Каменка. А мыза Дубница уже обозначена как совхоз Дубница.
На карте Генерального Штаба РККА 1937 года деревня сохраняет название Каменка, а бывшая мыза —  совхоз Дубница уже переименован в совхоз Пограничник.
Немецкие войска заняли деревню Каменка 13 июля 1941 года. Освобождена она была в середине февраля 1944 года. Оккупация длилась 945 дней.
После Великой Отечественной войны деревня Каменка и совхоз Пограничник были объединены в новую деревню, наименованную Партизанская, а совхоз — «Красный Пограничник» (в честь которого всю деревню часто в обиходе называют Пограничник).
В 1947 году в совхозе «Красный Пограничник» начал свою трудовую деятельность трактористом будущий Герой Социалистического Труда Угаркин Иван Сергеевич, проработавший в совхозе до 1961 года.
C 1951 года, окончив училище механизации Касторенского района Курской области, трудился в совхозе «Красный Пограничник» будущий Герой Социалистического Труда Филатов Михаил Иванович. В течение первых трёх лет работал конюхом из-за отсутствия в колхозе тракторов. С 1955 года трудился на тракторе «Беларусь». Позднее был назначен руководителем картофелеводческого звена. Проработал в совхозе до самой смерти в 1983 году.
Ныне перед зданием Гдовского музея истории края установлен трактор СХТЗ под номером 5036. В 1948 году в Гдовскую МТС он поступил с Московского вагоноремонтного завода. В 1954 году он попал в руки Якова Семёновича Фотькина, работавшего трактористом в совхозе «Красный Пограничник». В 1968 году Яков Семёнович вышел на пенсию, а его трактор совхоз «Красный Пограничник» списал как изношенную технику. Но Фотькин на этом тракторе ещё долгие годы косил и перевозил сено. В 1981 году, когда город Гдов отмечал свой юбилей, Яков Семёнович совершил на своем тракторе круг почёта по площади Ленина города Гдова и передал трактор городу как народное достояние.
С 1957 по 1971 год Краснопограничненская сельская библиотека располагалась в только что выстроенном двухэтажном совхозном кирпичном доме по улице Строителей. В 1971 году под руководством директоров совхоза «Красный Пограничник» Кондратьева Т. М. и Самохиной В. П. было построено просторное здание Дома Культуры. Весь фонд был перевезен на второй этаж типового помещения, где библиотека впервые приобрела новую мебель, новые книги и, самое главное, простор, уют, благоприятные условия для содержания фонда и проведения культурно-массовой работы.
В 90-е годы Дом Культуры приходит в негодность, и библиотеку перевозят в помещение ясельной группы детского сада, где она находится и сегодня, соседствуя с Краснопограничненским детским садом.

## Настоящее время
На развалинах совхоза организовано ООО «Агрофирма Пограничник».
В деревне функционируют детский сад, фельдшерско-акушерский пункт, сельская библиотека-филиал, добровольная пожарная команда и центр внешкольной работы с детьми «Дубно».
С 1 января 2011 года не работает сельский клуб. Причина — здание находится в аварийном состоянии.
22 ноября 2012 года в деревне открылась первая в районе творческая ткацкая мастерская.
10 августа 2013 года прошло первое мероприятие «Встречи в Партизанской», организованное местными энтузиастами.
29 июля 2015 года решением Арбитражного суда Псковской области в отношении ООО «Агрофирма Пограничник» открыто конкурсное производство.
В мае 2019 году закрылось отделение Почта России. Причина закрытия — низкая заработная плата и как следствие отсутствия желающих занять вакантное место.